# Volker Marek
Volker Marek (* 20. Mai 1944 in Bonn) ist ein deutscher Schauspieler. Der gelernte Buchhändler und Übersetzer kam 1986 in Frankreich zu einer ersten Rolle in einer Serie.

## Leben
Marek wuchs in Siegburg auf. Mit 27 Jahren lernte er eine französische Lehrerin kennen, mit der er erst nach Fontainebleau und später nach Paris zog. 1975 bekam das Paar einen Sohn.

## Filmografie (Auswahl)
- Rembrandt
- Die Fallers – Die SWR Schwarzwaldserie